# Demadiana
Demadiana Strand, 1929 è un genere di ragni appartenente alla famiglia Arkyidae.

## Distribuzione
Le sei specie oggi note di questo genere sono state rinvenute in Australia e in Tasmania.

## Tassonomia
Questo genere è stato rimosso dalla sinonimia con Cyrtarachne Thorell, 1868, a seguito di un lavoro degli aracnologi Framenau, Scharff & Harvey del 2010.
I tre autori ritengono che questo genere appartiene alla famiglia Arkyidae, (ex-Arkyinae), che geograficamente raccoglie tutti gli Araneinae diffusi nella zona australasiatica. Hanno anche descritto caratteri filogeneticamente molto simili a quelli dei generi Arkys Walckenaer, 1837, prevalentemente, ed Hypognatha Guerin, 1839.
Dal 2010 non sono stati esaminati esemplari di questo genere.
A maggio 2014, si compone di sei specie:
- Demadiana carrai Framenau, Scharff & Harvey, 2010 — Nuovo Galles del Sud
- Demadiana cerula (Simon, 1908) — Australia occidentale
- Demadiana complicata Framenau, Scharff & Harvey, 2010 — Queensland
- Demadiana diabolus Framenau, Scharff & Harvey, 2010 — Australia meridionale, Tasmania
- Demadiana milledgei Framenau, Scharff & Harvey, 2010 — Nuovo Galles del Sud, Victoria
- Demadiana simplex (Karsch, 1878)[3] — Australia meridionale